# Blacklight
Pour les articles homonymes, voir Blacklight (logiciel).
Pour plus de détails, voir Fiche technique et Distribution.
Blacklight ou Opération Blacklight au Québec est un film sino-australo-américain réalisé par Mark Williams et sorti en 2022. Il met en vedette les acteurs Liam Neeson, Aidan Quinn et Claire van der Boom.
Le film suit Travis Block (Liam Neeson) qui est un agent opérant en secret pour le FBI. Il est chargé de sortir les agents infiltrés de situations périlleuses. Travis va découvrir un complot meurtrier qui concerne les personnes pour lesquelles il travaille. Il va devoir traquer une taupe et tenter de découvrir la vérité de l'Opération Unité.

## Synopsis
L'activiste politique Sofia Flores prend la parole lors d'un rassemblement à Washington, D.C. sur l'égalité des femmes et l'égalité raciale. Ce soir-là, elle est tuée dans un délit de fuite délibérément planifié devant chez elle.
Travis Block, un vétéran de la guerre du Vietnam, travaille dans l'ombre pour le directeur du FBI Gabriel Robinson en tant que réparateur. Après avoir terminé une mission, il explique à Robinson qu'il souhaite prendre sa retraite et passer plus de temps avec sa fille et sa petite-fille, mais Robinson hésite à le laisser partir. Au lieu de cela, il reçoit une nouvelle mission : faire venir l'agent infiltré du FBI Dusty Crane.
Cependant, Crane devient voyou et contacte une journaliste, Mira Jones, affirmant avoir des informations sur la mort de Flores. S'échappant plusieurs fois de Block et du FBI, Crane s'arrange pour rencontrer Jones dans un musée. Block suit Jones à leur rencontre mais Crane s'échappe à nouveau. Crane confie à Block que Robinson a ordonné le meurtre de Flores avant qu'il ne soit abattu par deux agents du FBI.
Block et Jones se retrouvent et elle lui explique que Crane a affirmé avoir des informations sur l'opération Unity, un programme top secret du FBI dirigé par Robinson qui tue des civils innocents, dont Flores. Block confronte Robinson à propos de l'opération Unity, mais Robinson écarte ses questions et dit à Block de ne pas intervenir.
L'éditeur de Jones, Drew, écrit un article sur la mort mystérieuse de Crane en utilisant ses sources. Ce soir-là, il est suivi jusqu’à chez lui et, après un accident de voiture, est tué par les deux mêmes agents du FBI qui ont tué Crane et Flores. Pendant ce temps, la famille de Block disparaît.
Jones convainc un Block en détresse de l'aider à découvrir le mystère de l'opération Unity. Il lui dit que Robinson a un coffre-fort dans sa maison avec des secrets gouvernementaux. Il confronte Robinson chez lui et l'oblige à ouvrir le coffre-fort, qui contient un disque dur comportant des informations sur l'opération Unity. Robinson s'échappe avec l'aide de plusieurs agents du FBI, qui se livrent à une fusillade avec Block. Block bat les agents et récupère le disque dur.
Block et Jones examinent le disque dur et découvrent que Crane était amoureux d'une femme impliquée dans sa mission, Flores. Robinson l'a faite tuer après que Crane se soit trop attaché à elle. Block confronte Robinson à la vérité sur l'opération Unity et l'oblige à se rendre aux autorités. Robinson est arrêté pour ses crimes, Jones complète son article sur la dissimulation du gouvernement, et Block prend sa retraite et retrouve sa famille qui avait été placée sous protection des témoins mais qui est maintenant ramenée à la maison.

## Fiche technique
Sauf indication contraire, les informations mentionnées dans cette section peuvent être confirmées par la base de données cinématographiques IMDb,  présente dans la section « Liens externes ».
- Titre original et français : Blacklight
- Titre québécois : Opération Blacklight
- Réalisation : Mark Williams
- Scénario : Nick May et Mark Williams, d'après une histoire de Nick May et Brandon Reavis
- Musique : Mark Isham
- Direction artistique : Jennifer A. Davis
- Décors : Michelle McGahey
- Costumes : Emma Kingsbury et Katherine Milne
- Photographie : Shelly Johnson
- Montage : Michael P. Shawver
- Production : Paul Currie, Allie Loh, Coco Xiaolu Ma, Myles Nestel et Mark Williams

Coproducteurs : Evan Forster
Producteurs délégués : Domenic Benvenuto, Jim Cardwell, Craig Chapman, Zhe Chen, James Michael Cummings, Craig McMahon, Paul Saleba et Lisa Wilson
- Sociétés de production : Zero Gravity Management, Footloose Productions, The Solution Entertainment Group, Sina Studios, Fourstar Film Partners Production, Elevate Production Finance, Film Victoria, Lightstream Pictures Australia et Screen Australia
- Sociétés de distribution : Briarcliff Entertainment (États-Unis), Sina Studio (Chine), Rialto Distribution (Australie), Metropolitan Filmexport (France)
- Budget : n/a
- Pays de production :  Chine,  Australie,  États-Unis
- Langue originale : anglais
- Format : couleur
- Genre : action
- Durée : 108 minutes
- Dates de sortie[2] :
  - Australie : 20 janvier 2022
  - États-Unis : 11 février 2022
  - France : 23 février 2022
- Classification[3] :
  - États-Unis : PG-13

## Distribution
- Liam Neeson (VF : Frédéric van den Driessche ; VQ : Éric Gaudry) : Travis Block, agent fédéral des services secrets
- Emmy Raver-Lampman (VF : Corinne Wellong ; VQ : Sofia Blondin) : Mira Jones
- Taylor John Smith (VF : Aurélien Raynal ; VQ : Victor Naudet) : Dusty Crane, agent fédéral infiltré
- Aidan Quinn (VF : Stefan Godin ; VQ : Sylvain Hétu) : Gabriel Robinson, directeur du FBI corrompu
- Claire van der Boom (VF : Hélène Bizot ; VQ : Kim Jalabert) : Amanda Block
- Yael Stone (VF : Sophie Riffont) : Helen Davidson
- Tim Draxl (en) (VF : Valentin Merlet ; VQ : Alexandre Fortin) : Drew Hawthorne
- Georgia Flood (VF : Nastassja Girard) : Pearl
- Melanie Jarnson (VF : Rebecca Benhamour) : Sofia Flores
- Andrew Shaw (VF : Vincent Bonnasseau) : Jordan Lockhart
- Zac Lemons : Wallace
- Gabriella Sengos (VF : Dorothée Pousséo) : Natalie Block
- Caroline Brazier (en) (VF : Patricia Spehar) : Sarah

 Source et légende : version française (VF) sur RS Doublage et carton de doublage français.

## Production

### Tournage
Le tournage débute en novembre 2020 à Melbourne en Australie,,. En janvier 2021, il est annoncé qu'une séquence de course-poursuite va être filmée à Canberra,. Les prises de vues ont également lieu à Mount Macedon, Collingwood, Maribyrnong, Coburg et Glenroy.

## Accueil

### Accueil critique
Sur le site Allociné, le film obtient une moyenne de 2,3⁄5, après consultation de 13 titres de presse.
La critique est mitigée. Si CNews y voit tous les "ingrédients du film d'action [qui] ne décevra pas les amateurs du genre", Les Fiches du cinéma y voit "une molle série B de plus pour gaspiller le talent de Liam Neeson". Pour Ecran Large, "plus personne n'essaie de dissimuler le désintéressement de Liam Neeson, quitte à fabriquer un faux film de castagne, d'une indigence rare".
Le site Rotten Tomatoes donne une note de 11 % après avoir consulté 103 critiques ; le site Metacritic un score de 27⁄100, après avoir consulté 22 titres de presse,.

### Box-office
Pour son premier jour d'exploitation en France, le film se place en quatrième position devant Le chêne (10 484) et derrière Zaï zaï zaï zaï (12 048). Le film réalise 10 762 entrées pour 291 copies. Pour sa première semaine d'exploitation au box-office français, le film se positionne à la 10e place avec 83 746 entrées, derrière le film d'animation Hopper et le hamster des ténèbres.